# Centro Excursionista da Catalunha (CEC)
O Centro Excursionista da Catalunha (CEC) é uma entidade fundada no ano 1890 a partir da fusão da Associação Catalanista de Excursões Científicas (fundada no ano 1876) e a Associação de Excursões Catalã, por Pau Gibert i Roig, Josep Fiter i Inglés, Eudald Canivell i Masbernat, Romano Arnet, Marçal Ambrós i Ortiz, e Ricard Padrós i Arquiu, depois de uma excursão a Montgat, quando decidiram fundar uma entidade que fizesse saídas para estudar as riquezas da Catalunha sob os diferentes aspetos científicos, literários e culturais.

## História
Em 1878 cindiu-se a Associação de Excursões Catalã, mas em 1890 os presidentes das duas associações, Francesc Ubach e Francesc Maspons, acordaram a fusão numa entidade única e adotaram o nome atual, sob o patrocínio de Antoni Rubió i Lluch, que será o  seu primeiro presidente. Realiza todo tipo de atividades culturais e desportivas com a montanha como protagonista.
Em 1891 cedeu o seu local para dar conferências da campanha linguística de l'Avenç, e organizou cursinhos de várias especialidades por figuras prestigiadas como Lluís Marià Vidal, Pompeu Fabra, Rossend Serra i Pagès, Jaume Massó i Torrents e Josep Ricart i Giralt. Deu cursos regulares de história e de literatura catalãs, de geologia, de geografia, de botânica, de folclore e de arqueologia. Acolheu a etapa inicial dos Estudos Universitários Catalães e desde 1891 publica o Boletim do Centro Excursionista da Catalunha, dirigido inicialmente por Francesc Carreras i Candi, onde apareceram monografias geográficas, históricas e arqueológicas, as guias de Artur Osona, Cèsar August Torres e Eduard Vidal i Ribas. Também iniciou a espeleologia na Catalunha sob o impulso de Norbert Font i Sagué.
No ano 1893 o CEC ofereceu uma pia batismal ao Mosteiro de Santa Maria de Ripoll, por motivo da consagração do novo templo.
Nos seus locais e sob o seu patrocínio foi fundado o Instituto de Estudos Catalães e celebrou-se o Primeiro Congresso Internacional da Língua Catalã. Desde 1904 organiza-se em secções, e entre elas, a Secção de Desportos de Montanha popularizou o alpinismo e os desportos de neve, ao mesmo tempo que organizavam uma rede de refúgios de montanha.
Cultural e desportivamente, o CEC atinge a sua plenitude na primeira metade dos anos 30 do século XX com o impulso dos trabalhos da divisão distrital da Catalunha, proposta por Pau Vila, que foi presidente do Centro. Enquanto, os alpinistas e escaladores do CEC conseguiram quase todos os cimos dos Pirenéus, abriram novas vias de ascensão e popularizaram o excursionismo. O esqui se afirmou como uma modalidade sólida de desporto de montanha e o CEC foi reconhecido internacionalmente quando entrou a integrada União Internacional de Associações de Alpinismo (UIAA).
Do esplendor dos anos 1931 a 1935 passa-se à luta, em todos os sentidos, nos três anos seguintes. Por um lado, colabora-se institucional ou individualmente com o Governo da Generalidade com a cessão de refúgios para as Milícias Alpinas ou estimula-se aos sócios a ceder material de montanha para esta unidade militar ou tenta-se manter uma presença internacional.
Desde o ano 1939, a luta converte-se em sobrevivência ante uma situação política desfavorável. São os primeiros anos do franquismo em que o CEC e os seus sócios têm de fazer equilíbrios para manter a entidade e o seu património documental, mas ao mesmo tempo têm de retomar a actividade e têm de manter o espírito de um povo que lutará pela liberdade.
Durante a pós-guerra, com o pretexto de conhecer a toponímia dos locais geográficos, seriam os primeiros a dar aulas de catalão. Em 2002 tinha 5.500 sócios. Em 1983 recebeu a Cruz de São Jorge, em 1981 o prémio Jaume I e em 1999 a medalha da UNESCO. Atualmente também colabora no projeto Europeana, de digitalização de património cultural europeu.

## Presidentes[11]

### Associação Catalã de Excursões Científicas
- Josep Fiter i Inglès (1876-1878)
- Eduard Tàmaro i Fabricias (1878-1879)
- Josep d'Argullol i Serra (1879-1880)
- Joaquim Riera i Bertran (1881-1883)
- Antoni Aulèstia i Pijoan (1883-1885)
- Cèsar August Torras i Ferreri (1885-1888)
- Francesc d'Assís Ubach i Vinyeta (1888-1891)

### Associação de Excursões Catalã
- Francesc Xavier Tobella i d'Argila (1878)
- Josep Fiter i Inglès (1878-1879)
- Ramon Arabia i Solanas (1879-1883)
- Francesc de Sales Maspons i Labrós (1883-1891)

### Centro Excursionista da Catalunha
- Antoni Rubió i Lluch (1890-1892)
- Francesc de Sales Maspons i Labrós (1892-1896)
- Lluís Marià Vidal i Carreras (1896-1900)
- Ramon Picó i Campamar (1900-1902)
- Cèsar August Torras i Ferreri (1902-1915)
- Juli Soler i Santaló (1913), va refusar el càrrec
- Jaume Massó i Torrents (1915-1919)
- Lluís Llagostera i Pasqual (1919-1921)
- Cèsar August Torras i Ferreri (1921-1923) (2n mandat)
- Joan Ruiz i Porta (1923-1925)
- Francesc de Paula Maspons i Anglasell (1927-1931)
- Pau Vila i Dinarès (1931-1935)
- Eduard Vidal i Ribes (1935)
- Josep Maria Blanc i Romeu (1935-1940)
- Lluís de Quadras i Feliu (1940-1959)
- Albert Mosella i Comas (1959-1967)
- Josep Ventosa i Palanca (1967-1971)
- Agustí Bou i Tort (1971-1976)
- Lluís Puntis i Pujol (1976-1984)
- Josep Maria Sala i Albareda (1984-1992)
- Conrad Blanch i Fors (1992-1998)
- Enric Nosàs i Sisquella (1998-2005)
- Josep Manel Puente Pubill (2005-2017)[12]
- Eduard Cayón i Costa (2017-)[13]

## Arquivo fotográfico-Colecções fotográficas
O Centro dispõe de um extenso arquivo fotográfico, consultável em linha na Memória Digital da Catalunha. O apartado de colecções incorpora duas tipologias de agrupamentos fotográficos. Por um lado, os conjuntos de imagens de uma temática concreta recolhidas por amadores, como agora a arquitectura românica e, da outra, as colecções que se estabeleceram no arquivo para organizar as fotografias segundo o seu formato, como é o caso dos diapositivos de vidro de formato 8x10 cm. empregadas antigamente para ilustrar as palestras realizadas na entidade.